# Friedrich Horst
Friedrich Horst (* 8. Februar 1896 in Hattingen; † 12. Juni 1962 in Mainz) war ein deutscher evangelischer Theologe und Hochschullehrer.

## Leben
Horst studierte ab 1914 Evangelische Theologie an der Universität Tübingen und später an der Universität Bonn. Dort erhielt er 1921 eine Stelle als Inspektor am Evangelisch-theologischen Stift und wurde 1922 zum Dr. phil., 1923 zum Dr. theol. promoviert. Nach der Habilitation 1930 wurde er noch im selben Jahr zum  außerplanmäßigen Professor für Altes Testament ernannt. Aufgrund seines Engagements in der Bekennenden Kirche wurde er im Januar 1936 entlassen und übernahm ein Pfarramt in Steeg bei Bacharach. 1945 wurde er in Bonn erneut zum Honorarprofessor ernannt. 1947 wurde er als Lehrbeauftragter und im folgenden Jahr als ordentlicher Professor an die Universität Mainz berufen, wo er bis zu seiner vorzeitigen Emeritierung 1959 lehrte.

## Werk und Bedeutung
Horst erforschte seit seiner Habilitation (Das Privilegrecht Jahves) vor allem das alttestamentliche Recht, das er mit der zeitgenössischen juristischen Terminologie ins Gespräch brachte. Die Rechtsliteratur bildete für ihn auch den Schlüssel zur Auslegung des Hiobbuches, dem er sein meistverbreitetes Werk, einen unvollendet gebliebenen Kommentar, widmete.

## Schriften (Auswahl)
- Das Privilegrecht Jahves. Rechtsgeschichtliche Untersuchungen zum Deuteronomium. Vandenhoeck & Ruprecht, Göttingen 1930 (Habil. Bonn 1930).
- Die zwölf kleinen Propheten. Teilband 2: Nahum bis Maleachi (= Handbuch zum Alten Testament 1,14). Mohr (Siebeck), Tübingen 1938 (3. Aufl. 1962).
- Gottes Recht. Gesammelte Studien zum Recht im Alten Testament (= Theologische Bücherei 12). Kaiser, München 1961.
- Hiob. Teilband 1: Hiob 1-19 (= Biblischer Kommentar 16). Neukirchener Verlag, Neukirchen-Vluyn 1960–1968 (5. Aufl. 1992).

Eine vollständige Bibliographie in Gottes Recht (s. o.), S. 315–320.